# Mamiya
Mamiya (яп. マミヤ・デジタル・イメージングー株式会社) — японська компанія, яка є підрозділом данської компанії Phase One. Виробляє фотоапарати для професіоналів, фототовари та оптичне обладнання. Компанії належить два заводи, на яких працює понад 200 осіб.

## Історія компанії

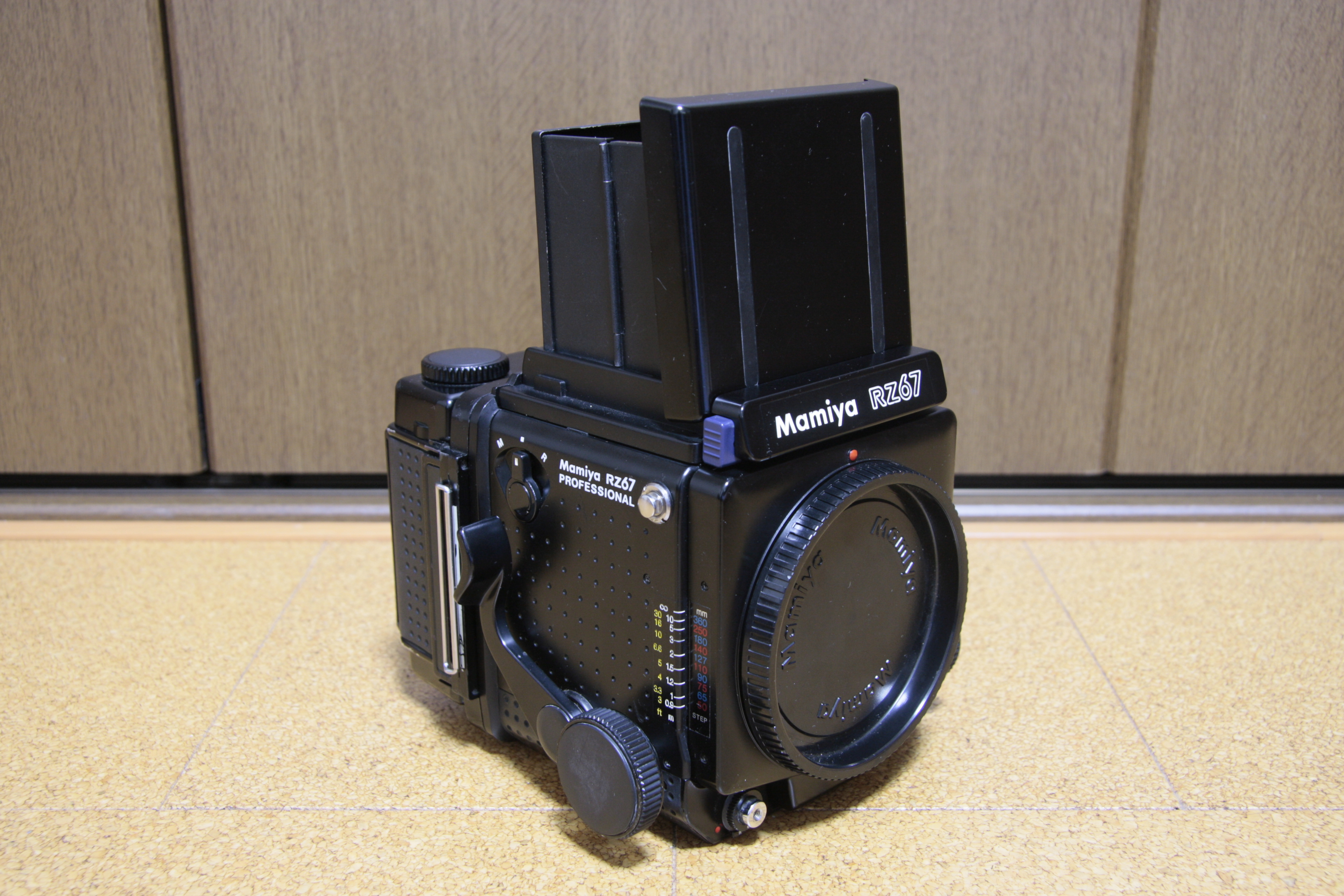
Mamiya RZ67 Professional

Компанія була заснована в травні 1940 року конструкторами фотоапаратів Сеїчі Мамія (Seiichi Mamiya) і Цунедзіро Сугавара (Tsunejiro Sugawara), який надав фінансування новій компанії. Першою моделлю компанії став фотоапарат Mamiya 6. За наступні 20 років компанія продала 400 тисяч фотоапаратів.
Після закінчення Другої світової війни компанія отримала велике замовлення від керування закупівель армії США. Після виконання цього замовлення компанія побудувала новий завод в Токіо.
В 1949 році Mamiya почала виробництво фотоапаратів з форматом плівки 35 мм.
В 1950 році Mamiya відкрила свої офіси в Нью-Йорку та Лондоні. В 1951 році акції компанії отримали лістинг на Токійській фондовій біржі.
В 1960-ті роки компанія почала випуск великоформатних камер: Mamiya Flex PF (січень 1962 року) спеціально для поліції з форматом плівки 105 мм, прес-камера Mamiya Press (червень 1962 року) для журналістів з форматом 90 мм, й інші моделі.
В 1970 році компанія розпочала продаж середньоформатного фотоапарата з одним об'єктивом RB67. RB67 став першим фотоапаратом середнього формату зі знімною задньою частиною.
В 1975 році компанія представила компактну камеру Mamiya 645 формату 6 × 4,5. В 1982 році з'явилася Mamiya RZ67 з електро-механічним керуванням і 35 мм Mamiya ZM. Mamiya ZM стала останньою камерою 35 мм формату, яку виробляла Mamiya. В 1984 році збанкрутував основний дистриб'ютор — компанія Osawa, і Mamiya припинила виробництво 35 мм камер.
В 1989 році компанія створила нову версію Mamiya 6 — далекомірну камеру зі змінним об'єктивом. В 1992 році з'явилася Mamiya 645 Pro, а в 1993 році — Mamiya 6 MF (мультиформатна 6 ×6, 6×4,5, 35 мм).
Компанія Mamiya Digital Imagimg Co., Ltd. почала випуск цифрових фотоапаратів.
В 2004 році з'явилися Mamiya ZD Digital Back зі змінним цифровим задником. Матриця виробництва компанії Dalsa — 22 мільйона пікселів.
Навесні 2009 року компанія Phase One стала провідним акціонером компанії Mamiya Digital Imaging, прийнявши на себе «стратегічне керівництво», маркетинг та розподіл робіт.
У вересні 2009 року компанії Phase One, Mamiya і Schneider Kreuznach оголосили про спільну роботу над цифровими камерами середнього формату. У четвертому кварталі 2009 року почнуться поставки фотоапарата під торговими марками Phase One 645DF і Mamiya 645DF з об'єктивами Schneider Kreuznach.